# توماس كاباييرو باستور
توماس كاباييرو باستور (بالإسبانية: Tomás Caballero Pastor)‏ هو سياسي إسباني، ولد في 25 فبراير 1935 في إسبانيا، وتوفي في 6 مايو 1998. انتخب عمدة.